# Nebenmilz
Eine Nebenmilz (Splen accessorius, Lien accessorius, Splenunculus) ist das Resultat einer häufigen embryologischen Fehlentwicklung, bei der ein oder mehrere kleine Knötchen von Milzgewebe unabhängig von der Milz, meist im Bereich des Milzhilus, im Bauchraum vorliegen. Diese Normvariante muss von der Splenose unterschieden werden, die das Resultat einer Versprengung von Milzgewebe im Rahmen einer Milzverletzung ist.

## Epidemiologie
Nebenmilzen werden in Autopsiestudien in 10–30 % der Fälle gefunden.

## Ätiologie
Nebenmilzen entstehen infolge einer Fehlentwicklung während der Embryonalperiode. Die zugrundeliegenden Ursachen sind dabei weitgehend unbekannt. Eine gehäuftes Auftreten von intrapankreatischen Nebenmilzen sowie weitere Entwicklungsanomalien der Milz werden bei der Trisomie 13 (Patau-Syndrom) beschrieben.

## Pathologie

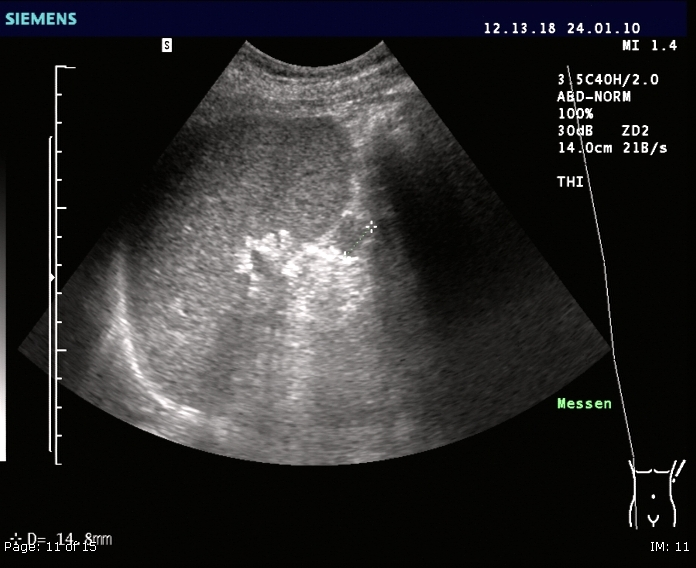
Nebenmilz (14 mm) im Ultraschallbild.

Makroskopisch imponieren Nebenmilzen als rundliche, üblicherweise etwa kirschgroße, 1–1,5 cm (maximal etwa 4 cm) messende, meist von einer dünnen Kapsel begrenzte Raumforderungen von dunkelrötlicher Farbe. Sie sind ganz überwiegend im Bereich des Milzhilus (75 % der Fälle) lokalisiert, werden aber auch längs der Milzgefäße, in den gastrosplenischen oder splenorenalen Ligamenten, der Wandung von Magen und Darm, im Pankreasschwanz, dem Mesenterium sowie selten auch im Bereich des Beckens oder Skrotums gefunden. Wenige Einzelfallberichte beschreiben das Vorhandensein von Milzgewebe innerhalb des Leberparenchyms. Nebenmilzen kommen einzeln oder multipel vor, wobei ihre Zahl jedoch nur selten sechs überschreitet.
Feingeweblich entspricht der Aufbau einer Nebenmilz dem der Milz, das heißt die Herde setzen sich aus einer roten und weißen Pulpa zusammen.

## Klinik
Bei den meisten Patienten ist die Diagnose einer oder mehrerer Nebenmilzen ein symptomloser Zufallsbefund ohne Notwendigkeit eines therapeutischen Eingreifens. Grundsätzlich besteht wie auch bei der Splenose die Gefahr, dass Nebenmilzen in der diagnostischen Bildgebung als Tumorerkrankung oder Lymphknotenschwellung fehlgedeutet werden.
Nach einer  Milzentfernung (Splenektomie), etwa zur Therapie eines Hypersplenismus (Überfunktion der Milz mit abnorm gesteigerter Blutzellsequestration), können Nebenmilzen die Funktion der Milz ganz oder teilweise übernehmen und somit den beabsichtigten Therapieeffekt aufheben.
Eine seltene akute Komplikation im Zusammenhang mit Nebenmilzen ist ein akutes Abdomen infolge eines Nebenmilzinfarktes mit oder ohne Torsion der Blutgefäßversorgung.